# ادوارد لوکا
فرانسوا ادوارد آناتول لوکا (تلفظ فرانسوی: [fʁɑ̃swa edwaʁ anatɔl lykɑ]؛ ۴ آوریل ۱۸۴۲–۳ اکتبر ۱۸۹۱) ریاضیدان فرانسوی بود. لوکا به دلیل مطالعه روی دنبالهٔ فیبوناچی شهرت دارد. دنبالهٔ لوکا و اعداد لوکاس به نام او نامگذاری شده‌اند.

## زندگی‌نامه
لوکا در شهر آمین متولد شد و در مدرسه عالی نرمال تحصیل کرد. وی در رصدخانه پاریس کار کرد و بعداً استاد ریاضیات در متوسطهٔ سن لوئیس و متوسطهٔ شارلمانی پاریس شد.
لوکا در طول جنگ فرانسه-پروس در سالهای ۱۸۷۰–۱۸۷۱ به عنوان افسر توپخانه در ارتش فرانسه خدمت می‌کرد.
در سال ۱۸۷۵، لوکا چالشی را برای پیدا کردن پاسخ معادله دیوفانتین مطرح کرد:
{\displaystyle \sum _{n=1}^{N}n^{2}=M^{2}\;}
با فرض N> 1 رابطه زمانی برقرار است که N = ۲۴ و M = ۷۰ باشد. این مسئله به عنوان مسئلهٔ گلولهٔ توپ شناخته می‌شود، زیرا می‌توان آن را به مسئلهٔ چیدن گلوله‌های توپ بر روی زمین و ساختن یک هرم با قاعدهٔ مربع از آنها تبدیل کرد. تا اینکه در سال ۱۹۱۸ را حل (با استفاده از توابع بیضوی) پیدا شد. اخیراً، اثبات با روش‌های مقدماتی نیز منتشر شده‌است.
وی روشهایی را برای تعیین اول بودن اعداد ابداع کرد. در سال ۱۸۵۷، در سن ۱۵ سالگی، لوکاس آزمایش اولیه 2127 − ۱ با دست، با استفاده از دنباله لوکاس. در سال ۱۸۷۶، پس از ۱۹ سال آزمون، ثابت کرد که 2127 − ۱ یک عدد اول است و این عدد تا سال‌ها بزرگترین مرسن شناخته شده بود. بعداً دریک هنری لمر آزمونهای مقدماتی لوکاس را تصفیه کرد و آزمون مقدماتی لوکا - لمر را بدست آورد.
لوکا به ریاضیات تفریحی نیز علاقه داشت. او راه حل دودویی ای برای حل معمای Baguenaudier پیدا کرد. وی همچنین با نام مستعار N. Claus de Siam ،(آناگرام لوکاس د آمینز) معمای برج هانوی را طرح کرد و برای اولین بار برای توصیف نقطه‌بازی در سال ۱۸۸۹ آن را منتشر کرد.
لوکا در شرایط غیرمعمول درگذشت. در ضیافت کنگره سالانه Association française pour l'avancement des sciences، یکی از پیشخدمت‌ها ظرفی را انداخته بود و یک تکهٔ آن ظرف شکسته گونهٔ لوکا برید. او چند روز بعد در اثر التهاب شدید پوستی که احتمالاً ناشی از سپسیس بود، در چهل و نه سالگی درگذشت.

## آثار
- Recherches Sur Plusieurs Ouvrages De Léonard De Pise et Sur Diverses Questions D'Arithmétique Supérieure (1877)
- علمی تدارکاتی (۱۸۸۰)
- Théorie des nombres , Tome Premier (1891)
- ریاضیات ریاضیات (۱۸۹۴)
- L'arithmétique amusante (1895)